# Marketing par médias sociaux
Vous pouvez aider à l'améliorer ou bien discuter des problèmes sur sa page de discussion.
- Il ne respecte pas la neutralité de point de vue. Considérez son contenu avec précaution. Il est possible de préciser les sections non neutres en utilisant {{section non neutre}} et de souligner les passages problématiques avec {{passage non neutre}}. (Marqué depuis octobre 2022)

Vous pouvez aider à l'améliorer ou bien discuter des problèmes sur sa page de discussion.
- Il ne s’appuie pas, ou pas assez, sur des sources secondaires ou tertiaires. (Marqué depuis octobre 2022)
- Son texte doit être wikifié : il ne correspond pas à la mise en forme Wikipédia (style, typographie, liens internes, liens entre les wikis, etc.). (Marqué depuis octobre 2022)
- Sa forme n'est pas encyclopédique et ressemble trop à un catalogue de vente, une plaquette publicitaire ou une offre commerciale. Pour remédier à cela, vous pouvez modifier l'article en adoptant un ton neutre et encyclopédique, notamment grâce à des sources secondaires indépendantes et de qualité qui analysent le sujet. (Marqué depuis octobre 2022)
- Son ton est trop promotionnel ou publicitaire, voire hagiographique. Le texte doit adopter un ton neutre et encyclopédique. (Marqué depuis octobre 2022)
- Il est à actualiser. Certains passages sont obsolètes ou annoncent des événements désormais passés. (Marqué depuis octobre 2022)

- Archive Wikiwix
- Bing
- Cairn
- DuckDuckGo
- E. Universalis
- Gallica
- Google
- G. Books
- G. News
- G. Scholar
- Persée
- Qwant
- (zh) Baidu
- (ru) Yandex
- (wd) trouver des œuvres sur Wikidata

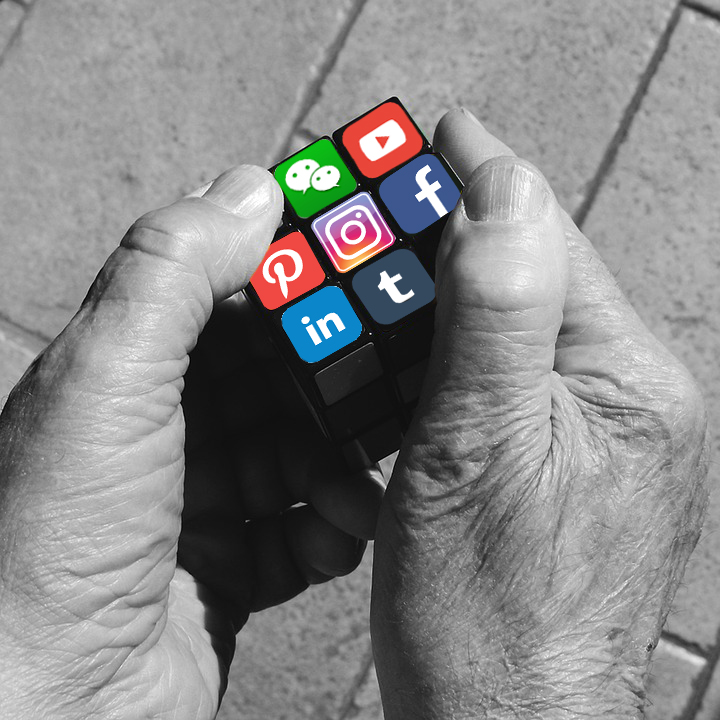
Les médias sociaux un outil au service de la stratégie marketing

Le marketing des médias sociaux est un terme issu du marketing qui désigne l'utilisation de médias sociaux afin de promouvoir un produit ou un service.
Les médias sociaux s’inscrivent dans une logique de collaboration en ligne et d’intelligence collective en intégrant la technologie, l’interaction sociale et la création de contenu. Les marketeurs les utilisent de plus en plus dans leur stratégie et les exploitent en tenant compte des différentes caractéristiques des médias dans le but d’optimiser l’efficacité des actions menées.

## Les différents types de médias sociaux

### Les réseaux sociaux
Les réseaux sociaux visent à permettre à des amis, des connaissances ou des relations d'interagir entre eux via des comptes informatiques interconnectés. Chaque compte peut afficher des textes, des photos, des actualités, des vidéos, des stories et des centres d'intérêt. Chaque détenteur de compte peut envoyer des messages aux personnes de son réseau ou solliciter un autre détenteur de compte pour établir un lien avec lui. Les interactions se font grâce à des messages rapides qui sont publics ou privés. Les groupes et événements ou encore les jeux et applications participent aussi à ces interactions. Le principal réseau social est Facebook. Même si leurs fonctionnements sont similaires, les réseaux sociaux (comme Twitter par exemple) ne doivent pas être confondus avec les médias sociaux. 
De nouveaux réseaux sociaux concurrents apparaissent régulièrement : Instagram, Tiktok, Snapchat,WhatsApp etc.

### Networking (site de réseautage)
Ces caractéristiques techniques sont assez similaires à celles des réseaux socionumériques ; c’est pourquoi ils sont fréquemment confondus. Leurs objectifs sont néanmoins distincts. Le networking tel que LinkedIn et Viadeo est en effet destiné à la "promotion de la carrière professionnelle".

### Les blogs
Le terme blog est un raccourci de "weblog", employé pour la première fois par Jorn Barger en 1997. Le blog est une forme de "journal personnel en ligne"qui permet à son créateur, appelé blogger, de partager ses expériences et vécus par le biais d'Internet. Un avantage majeur du blog est son accessibilité. Il existe en effet des sites permettant d'ouvrir son propre blog, tel que WordPress, Blogger ou encore Tumblr. Il se compose généralement d’une succession d’articles, organisés du plus récent au plus ancien, contenant du texte, des photos, de l'audio ou des vidéos. Les lecteurs interagissent avec le blogger grâce aux commentaires qu'ils peuvent poster. Cette participation au contenu du blog amène à une dynamique sociale, d’où son appartenance aux médias sociaux.

### Le microblogage
Comme son nom l’indique, les microblogs sont des petits blogs, diffusant de courts messages d’usagers, dédiés à un groupe d’abonnés. Ils se distinguent des réseaux socio-numériques par l’absence de fonctions communautaires comme la création de groupes thématiques, de messages privés ou encore l’échange d’images. Sur les services de microblogage, seule la diffusion de messages publics est possible. Le site de microblogage le plus utilisé est Twitter, suivi par Tumblr.

### Partage de multimédia
Les réseaux sociaux, tel que Facebook ou Twitter, utilisent le partage de multimédia. À la fois textuels et auditifs, ces médias se caractérisent par des vidéos et des images permettant une interaction entre les usagers et le partage de contenus de leur choix. Certains réseaux sociaux se spécialisent dans un type de média particulier, comme la vidéo, pour des plateformes tels que Dailymotion ou YouTube. Le partage d'image peut s'effectuer quant à lui grâce à des sites comme Imgur ou Pinterest.

### Communautés en ligne
Les communautés en ligne sont des groupes particuliers qui se forment autour de valeurs et d'intérêts communs. Même s'il existe ce type de communautés sur tous les réseaux sociaux, certains sites (tels que Reddit ou Discord) privilégient une forme de dynamique sociale communautaire. Ces groupes peuvent alors provoquer un sentiment d’appartenance.

### Géolocalisation
Ce service permet d’identifier sa position géographique grâce à son smartphone et de la transmettre à d’autres usagers ou bien de vérifier si d’autres usagers se trouvent aux alentours. Il a pour objectif de "créer des contacts en face à face par l’intermédiaire d’un réseau virtuel". Les principaux services de géolocalisation actuels sont Foursquare, Gowalla et Loopt.

### Les wikis
Les wikis sont des applications en ligne qui donnent la possibilité à un grand nombre d’utilisateurs de construire et de modifier le contenu. Ils utilisent une logique de collaboration universelle. Le wiki le plus consulté est Wikipédia, mais il en existe d’autres comme Wookieepadia, Bibliopedia ou encore InnoCentive.

## L’intérêt et les objectifs des médias sociaux pour le marketing
Le marketing à travers les réseaux sociaux est une approche récente qui consiste à utiliser ces réseaux afin de convaincre des consommateurs potentiels de la qualité des produits ou des services qu’une entreprise propose ,tout en publiant régulièrement afin de créer des liens et de garder sa communauté.  Le marketing se développe très rapidement notamment sur Facebook, Twitter, LinkedIn, Instagram, YouTube, etc. Une étude récente a montré que parmi les grandes entreprises du classement Forbes 100, 84 % d’entre elles ont une visibilité sur au moins un réseau social.
Parallèlement à la popularité importante d'Instagram, le site est devenu une plate-forme importante de marketing pour les entreprises. Le nombre significatif d'utilisateurs d'Instagram et le partage d'opinion commun sur les publications font d'Instagram un réseau social important en termes de marketing.

### Objectifs
Une entreprise qui souhaite communiquer sur les réseaux sociaux doit avoir une stratégie avec des objectifs clairement définis :
- fournir des informations sur la marque, le produit ou le service proposé ;
- présenter de manière soignée ces informations pour provoquer une empathie chez les utilisateurs (souvent en créant une image d'une marque ''engagée'') ;
- économiser le temps de l’utilisateur qui ne doit pas faire beaucoup d’efforts pour disposer des informations mises à sa disposition ;
- publier de nouveaux contenus plusieurs fois par semaine afin de fidéliser et de conserver sa communauté ;
- fournir des incitations à l’achat (à travers des promotions et des réductions par exemple) ;
- suivre une démarche de veille stratégique en observant ce qui se dit sur l’entreprise et sur les entreprises concurrentes de façon à pouvoir réagir éventuellement.

Cette stratégie générale d’entreprise a conduit au développement du métier de community manager.

### Intérêts
Les intérêts de l’entreprise sont :
- la disposition d’un moyen de communication avec ses clients et d’autres consommateurs potentiels ;
- la possibilité de personnaliser la marque ou le produit. Les clients ont alors l’impression de dialoguer avec la marque et non plus avec l’entreprise ;
- la possibilité offerte à des clients d’informer et d’aider d’autres clients ;
- certains sites offrent la possibilité de faire de la publicité ciblée pour un groupe spécifique ;
- créer du trafic sur le site web et le blog de l’entreprise ;
- la formation d’une communauté virtuelle de consommation[1] du produit ou de la marque. Cette communauté va réagir par des appréciations, des critiques et des suggestions qui ne peuvent qu’être utiles en retour à la politique de marketing de l’entreprise.

### Bénéfices
- Le marketing sur les réseaux sociaux permet à l’entreprise de tirer profit de la sagesse et de l’expérience des consommateurs. Une large majorité des fans d’une marque sont susceptibles de la recommander à des amis.
- Les marketeurs ont la possibilité d’avoir un retour des clients sous la forme d'avis, de suggestions, de griefs et de réclamations.
- Ils peuvent également identifier les groupes d'influence et les communautés virtuelles de consommation qui peuvent devenir des ambassadeurs de la marque et contribuer ainsi à la croissance de sa notoriété.
- Un autre bénéfice important est que le marketing sur les réseaux sociaux a un coût voisin de zéro (comparativement aux coûts des programmes de marketing classiques) d’autant plus que la plupart des sites de réseaux sociaux sont gratuits.

## Stratégies sur les médias sociaux

### Stratégies mises en place
Les entreprises utilisant les médias sociaux sont nombreuses. Ainsi certains auteurs ont cherché à définir une stratégie marketing efficace sur les médias sociaux en analysant les méthodologies et pratiques utilisées par ces entreprises sur les médias sociaux.
Les auteurs mettent régulièrement en évidence le fait que la stratégie marketing sur les médias sociaux s’inscrit dans la stratégie digitale de l’entreprise, elle-même étant une composante de la stratégie marketing. Elle doit donc être cohérente avec les autres actions du cybermarketing et avec la stratégie marketing globale. De plus, la stratégie marketing sur les médias sociaux est une stratégie de long terme, il ne faut donc pas s’attendre à des résultats immédiats. Enfin, tous les auteurs s’accordent à dire qu‘une stratégie marketing sur les médias sociaux efficace nécessite une participation active sur les médias sociaux, permettant aux internautes de suivre et d’interagir avec la marque. L’interaction avec les clients va apporter des informations et des idées intéressantes pour les entreprises permettant parfois d’améliorer leur produit ou service. Il est donc important de savoir tirer profit des différents sites de médias sociaux pour une stratégie efficace.
La construction de la stratégie sur les médias sociaux se fait en étapes. L’une des erreurs régulièrement faites par les entreprises est justement le manque d’analyse en amont, comme l’auteur le montre dans la phrase suivante : « Le manque de réflexion en amont conduit fatalement (au mieux) à des actions trop dispersées qui pourraient être plus efficaces ou (au pire) à des actions inefficaces, voire contreproductives ».
La première étape est celle de l’analyse stratégique qui consiste à écouter et à rechercher des informations sur ce qui est dit de la marque, sur ceux qui parlent de la marque (les clients potentiels) ou encore sur les concurrents. Cette phase d’analyse doit permettre de définir un objectif principal et plusieurs sous-objectifs (qui peuvent être quantitatifs ou qualitatifs) où les médias sociaux ont un réel apport.
La planification stratégique vient dans un second temps. Dans cette deuxième phase, l’entreprise va choisir son positionnement sur les médias sociaux, qui peut être un peu différent du positionnement corporate pour être plus adapté aux cibles visées. L’entreprise doit ensuite choisir les médias sociaux à utiliser en fonction des objectifs et de leurs avantages puisque tous les médias sociaux ne sont pas pertinents pour les mêmes besoins. Ce choix n’est pas définitif, il peut évoluer avec le temps. Puis elle devra choisir les dispositifs les plus efficaces par lesquels la communauté pourra interagir avec la marque.
Enfin, la dernière étape est la planification des actions et des contenus, c’est-à-dire l’élaboration d’un planning reprenant les actions réalisées et les contenus communiqués sur les médias sociaux afin d’éviter les répétitions. Cet outil permet de donner une visibilité à la stratégie et de montrer la cohérence entre les actions réalisées, les contenus communiqués et les objectifs stratégiques.
Comme pour toute stratégie, il est nécessaire que l’entreprise évalue sa stratégie marketing via les médias sociaux grâce à des indicateurs et qu’elle puisse la remettre en cause régulièrement.

### Exemples de stratégies
Certaines entreprises, associations ou encore hommes politiques ont mené des stratégies efficaces sur les médias sociaux et peuvent servir d’exemple :
- La compagnie aérienne WestJet du Canada, qui a distribué des cadeaux de Noël à ses passagers en 2013, a ensuite diffusé sur les médias sociaux une vidéo de cette opération[7].
- La Fondation "Make-A-Wish" a touché tout San Francisco en 2013 avec sa campagne "Bat Kid".
- L’organisation à but non lucratif "Water Is Life" a obtenu la valeur d’un million de jour d’eau potable en mettant en évidence les plaintes de personnes privilégiées au travers d’une vidéo diffusée sur les médias sociaux.
- Nike avec sa campagne "Make it Count" utilisant YouTube, Instagram ou encore Tweeter a créé un engouement sur les médias sociaux en 2012. Son bénéfice sur cette année connu une hausse de 18%.
- Au cours de l’élection présidentielle aux États-Unis en 2008, Barack Obama fut très présent sur les médias sociaux afin de différencier sa campagne.

## Mesures et suivi des performances
Les actions marketing sur les médias sociaux prennent différentes formes, ce qui rend plus complexe l’analyse de leur performance. Pour cela, il existe des mesures, certaines objectives et d’autres subjectives.

### Les mesures objectives
En termes de mesures objectives, les entreprises peuvent mesurer leur exposition dans les médias sociaux, c’est-à-dire le nombre de personnes en contact avec l’entreprise via des médias sociaux.
Pour mesurer cet impact, différents chiffres sont à prendre en compte :
- Le nombre de pages vues et de visiteurs uniques venant des plates-formes sociales où l’entreprise agit. Il s’agit de savoir quelle part du trafic sur le site web de l’entreprise provient des médias sociaux.
- Le nombre de fans et d’abonnés sur les pages des médias sociaux. Cela prend donc en compte les fans de Facebook et de Myspace ou encore les abonnés sur Twitter.
- Les partages et les signets. Il s’agit de vérifier combien l’entreprise a reçu de votes positifs ou encore de signets et de voir la fréquence à laquelle le contenu est partagé par les utilisateurs de ces médias sociaux. Cela concerne notamment les sites comme Digg ou encore Delicious.

Tout ceci permet à l’entreprise de comparer son exposition entre tous les médias sociaux et de savoir lequel se révèle le plus efficace en termes de visibilité.
La deuxième mesure objective concerne l’implication, soit celle de notre public à travers les médias sociaux.
- Le premier indicateur de cette implication est la mesure d’exposition vue ci-dessus. Cela renvoie aux nombres de visiteurs uniques ou de pages vues sur votre site d’entreprise à partir des médias sociaux. Ces chiffres vont indiquer à l’entreprise si le public exposé à leurs messages sur Facebook, à leurs tweets a la motivation de se rendre sur le site internet de l’entreprise.
- Le second indicateur concerne le taux de rebond. Il s’agit des visiteurs du site internet de l’entreprise qui quitte ce dernier instantanément car il ne correspond pas à ce que le public recherche et pensait trouver après les premiers contacts via les médias sociaux. C’est très négatif car cela signifie que l’image que l’entreprise souhaite renvoyer via son site ne satisfait pas sa cible.
- On retrouve ensuite le nombre de commentaires qu’a pu susciter les publications d’une entreprise. L’implication est alors proportionnelle au nombre de commentaires postés. Plus le nombre de commentaires est élevé, plus cela est positif pour l’entreprise.
- Finalement, l’entreprise peut s’appuyer sur le temps de visite et sur le nombre de pages visitées par la cible. Plus le visiteur passera de temps sur le site de l’entreprise, plus cela conduit à une relation solide entre le visiteur et l’entreprise. Ceci signifie que le premier lien créé à travers les médias sociaux a une issue favorable. C’est le contraire du taux de rebond.

Il faut tout de même que l’entreprise reste vigilante car certains médias sociaux tels que le partage des signets, ne permettent pas de mesurer cette implication des visiteurs. En effet, lorsqu’un internaute va poster un lien vers notre site sur un site communautaire, le nombre de personnes à s’y rendre ne sera pas forcément intéressé. Cela va donc augmenter le taux de rebond mais également le taux de visite. Seulement, tous les visiteurs ne se transformeront pas en clients.

### Les mesures subjectives des performances
Dans les médias sociaux, les interactions humaines restent subjectives car il est difficile de mesurer la valeur d’une conversation ou le partage d’un signet.
Il semble difficile voire impossible de mesurer objectivement la qualité d’une conversation. Les meilleures conversations sont celles qui vont rapprocher au maximum les clients vers l’entreprise et vers ses produits. Ce sont des conversations poussées à propos des produits de l’entreprise, sur les fonctions, les atouts, le fonctionnement: les clients semblent réellement intéressés. Le problème est que certaines personnes vont profiter de ces médias sociaux et de ces conversations pour critiquer l’entreprise et être négatifs. Cela ne constitue donc pas des conversations de qualité.
Les questions des clients qui ne trouvent pas de réponse de la part de l’entreprise sont également des conversations négatives. Il faut que l’entreprise profite de chaque occasion pour entamer la discussion avec ses clients et créer un lien avec eux. De manière générale, l’essentiel est d’exploiter au maximum les échanges en public pour inciter les clients potentiels et actuels à s’impliquer toujours plus pour l’entreprise. C’est grâce à la nature communautaire des médias sociaux que chacun va partager son avis sur une entreprise et ses produits qui vont alors être exposés à un nouveau public.

### Des mesures différentes pour chaque média social
Les médias sociaux étant différents les uns des autres, les mesures sont également différentes pour chacun d’entre eux.
Mesure pour les réseaux sociaux :
- Le nombre de commentaires faits à la suite d'un des statuts de l’entreprise.
- Le nombre de fans ou d’amis de l’entreprise.
- Le nombre de discussions entamées et le nombre de réponses reçues à ces discussions.
- Le nombre de vidéos et de photos téléchargées par les fans de l’entreprise.
- Le nombre de vidéos et de photos dans lesquelles l’entreprise apparaît.
- Le trafic direct sur le blog ou le site de l’entreprise, provenant d’un site de réseau social.
- Le temps moyen et le nombre de pages qui ont été visitées.

Mesures pour le partage de signets:
- Le nombre de signets qui référencent le site internet ou le blog de l’entreprise.
- Le nombre de commentaires suscités à propos des signets.
- Le nombre de votes, positifs ou négatifs, pour ces signets.
- Le trafic engendré vers le site de l’entreprise par le site de partage de signets.
- Le temps moyen et le nombre de pages vues par les visiteurs qui viennent du site de partage.

Mesures pour le microblogage :
- Le nombre d’abonnés.
- Le nombre d’abonnés qui répondent aux tweets de l’entreprise.
- Le nombre total de réponses reçues.
- Le nombre de retweets des messages de l’entreprise
- Le nombre de tweets engendrés par les hashtags de l’entreprise.

Mesures pour le partage social :
- Le nombre de fois où une photo ou vidéo est vue.
- Le nombre de commentaires suscités par une photo ou une vidéo.
- Le nombre d’avis, positifs ou négatifs.
- Le nombre de fois qu’une photo ou une vidéo a été ajoutée à une liste de favoris.
- Le nombre de fois qu’une photo ou une vidéo a été ajoutée à un groupe.
- Le nombre d’amis ou d’abonnés aux publications sur le site de l’entreprise.

## Les limites
Il est malgré tout difficile d’évaluer la rentabilité des actions marketing menées par les entreprises dans les médias sociaux.
Ce qui compte le plus, c’est la qualité des rapports entre les clients et l’entreprise. Il s’agit donc d’une question d’implication, de degré d’implication plutôt que d’exposition pure.